# Navigation

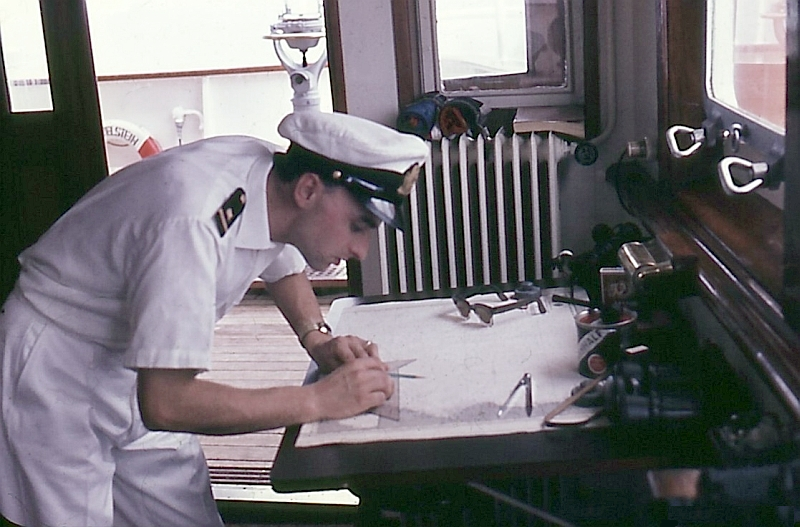
Konventionelle Navigation (1963)

Navigation (von lateinisch navigare ‚führen eines Schiffes‘, Sanskrit navgathi) ist ursprünglich die „Steuermannskunst“ zu Wasser (siehe Nautik), zu Land und in der Luft. Ihr Ziel ist, das Verkehrsmittel sicher zum gewünschten Zielpunkt zu steuern. Dem Steuern gehen zwei geometrische Aufgaben voraus: das Feststellen der momentanen Position (Ortsbestimmung) und das Ermitteln der besten Route zum Zielpunkt. Auch das Folgen einer Wanderroute mit Karte und Kompass oder GPS-Gerät bezeichnet man heute als Navigation.
Mit Beginn der Raumfahrt wurden die Aufgaben der Navigation auf den erdnahen Weltraum verallgemeinert, was unter anderem den Übergang von zweidimensionalen Methoden (2D, einschließlich Flughöhe 2½D) auf dreidimensionale Verfahren erforderte. Die Beschleunigung der Luftfahrt hat darüber hinaus zur Entwicklung integrierter Systeme geführt, etwa zu Flight Management Systems.
Navigation im allgemeinsten Sinn schließt noch weitere Aspekte ein, beispielsweise den Gleichgewichtssinn und die Raumvorstellung. Sie kann dann definiert werden als das Sich-Zurechtfinden in einem topografischen Raum, um einen gewünschten Ort zu erreichen. Aus ähnlichen Gründen wurde auch das Zurechtfinden mit Computerprogrammen im Internet als Navigation bezeichnet. So ist Netscape Navigator der Name des Mitte der 1990er-Jahre führenden Webbrowsers für die 16-Bit-Betriebssysteme von Microsoft und Mac OS von Apple.
Seit einiger Zeit wird der Begriff auch für die Suche und Orientierung im Internet oder auf einer Website verwendet.

## Grundlagen
Die Tätigkeit des Navigierens besteht aus drei Teilbereichen:
1. Bestimmen der geografischen Position durch Ortsbestimmung nach verschiedenen Methoden,
2. Berechnen des optimalen Weges zum Ziel und
3. Führen des Fahrzeugs zu diesem Ziel, also vor allem das Halten des optimalen Kurses, eventuell unter Berücksichtigung der Abdrift.

Die Teilaufgaben 2 und 3 erfordern die Fähigkeit, den Verkehr auch unter schwierigen Bedingungen aufrechtzuerhalten (z. B. bei Nebel, Eisgefahr oder Gewitter) und jede Möglichkeit einer Kollision mit anderen Fahrzeugen auszuschließen. Daher beinhaltet Navigation auch die Technik und Wissenschaft, über die Ortung hinaus die Route unterwegs neuerlich optimieren zu können, sowie bei Luftfahrzeugen Änderungen von Fluglage und Flughöhe rasch festzustellen und Kurs/Geschwindigkeit darauf abzustimmen.
Die Basis jeder Navigation auf oder über der Erde sind die Sichtnavigation (Raumgefühl und visuelle Kontrolle) und das  Koppeln (aus dem Kurs berechneter Weg), heute aber ergänzt um Methoden der Funk- oder der Satellitennavigation. Letztere erlaubt selbst mit billigen Handgeräten unter 100 € eine auf etwa 10–20 Meter genaue Ortsbestimmung.
Bis etwa zum Jahr 2000 hatten aber Methoden der Koppelnavigation die größte Bedeutung – die Berechnung oder Schätzung des zurückgelegten Weges mittels Kurs und Geschwindigkeit (bzw. bei größeren Flugzeugen und Raketen auch mittels der Beschleunigung). Je länger die Strecke oder je komplizierter der Wegverlauf, desto mehr muss diese (beim Fußgänger oder Autofahrer meist unbewusste) Navigation durch Positionsmessungen unterwegs ergänzt werden. Denn selbst mit guten Kompassen etc. ist die Koppel-Genauigkeit auf bestenfalls 1–3 Prozent des zurückgelegten Weges beschränkt, kann aber durch Seitenwind und Meeresströmungen auch um 10 Prozent vom vermuteten („gegissten“) Kurs abweichen.

### Grundlegende Methoden
Die meisten Verfahren der Navigation entstammen der Nautik, also der Ortsbestimmung und Steuerung von Schiffen. Die klassischen Hilfsmittel der Ortung sind geometrischer Natur (Winkelmessung und Richtungsmessung) sowie die Bestimmung der Eigengeschwindigkeit und von Distanzen. Sie werden seit Jahrhunderten in folgenden Methodengruppen angewandt:
- Sichtnavigation: das Zurechtfinden in Küstennähe anhand der Erinnerung und einfacher Küsten- bzw. Seekarten
- terrestrische Navigation: die Ortsbestimmung in Küstennähe anhand von Landmarken (markante Punkte an Land) und vereinzelten Leuchttürmen. Auch die Lotung (Tiefenbestimmung des Fahrwassers) gehört dazu. Diese bewährten Methoden werden heute durch dicht markierte Hafeneinfahrten, verschiedene Seezeichen und Funkbaken ergänzt.
- Koppelnavigation (englisch Dead Reckoning): die laufende Ortsbestimmung aus Kurs und Geschwindigkeit. Der Kurs kann mit Sonne, Gestirnen und (seit dem Mittelalter) mit dem Kompass bestimmt werden, die Fahrt durch Schätzung oder mit Relingslog. Die Eintragung ins Logbuch wird bis heute durch grafisches Addieren der Wegstücke in der Seekarte ergänzt. Die so ermittelte Position wird als „gegisster“ oder Koppelort bezeichnet und ist – je nach Wetterlage – einige Prozent genau (siehe auch Etmal).
- Wenn möglich, wird beim Koppeln die Abdrift durch Wind berücksichtigt; moderne Hilfsmittel wie Kursrechner (für Winddreieck, Funkfeuer etc.) und Dopplerradar steigern die Genauigkeit auf etwa 0,5 % der Strecke, und die Inertialnavigation abermals.
- Astronomische Navigation: die Ortsbestimmung durch Höhenwinkel-Messung zu Sonne, Navigationssternen oder Planeten. Sie ergänzt die drei obigen Methoden auf Langstrecken. Die erreichbare Genauigkeit beträgt mit dem Jakobsstab etwa 20 km, mit modernen Sextanten 1–2 km.
- Zu diesen seit Jahrhunderten bewährten Methoden kam 1899 erstmals die Funknavigation und 1964 die Satellitennavigation (siehe übernächstes Kapitel).
- Die weitgehend verloren gegangene Polynesische Navigation basierte unter anderem auf einer Sternpfad- und Zenitsternnavigation. Zusammen mit der Beobachtung von Wellen, Wind, Tieren und Wolken waren die Polynesier damit in der Lage, selbst zu weit entfernten, flachen Atollen zu finden.

### Langstreckennavigation
Als Langstreckennavigation (englisch Long-Range Navigation – LRN) bezeichnet man in der Nautik und in der Luftfahrt (Langstreckenflug) die auf Strecken über einige 100 km notwendigen Verfahren der Ortsbestimmung und der Fahrzeugsteuerung.
Die speziellen Methoden der Langstreckennavigation sind heute – durch das Überwiegen der GNSS-Satellitenverfahren wie GPS und GLONASS – in den Hintergrund getreten, aber für eine redundant abgesicherte, von GPS unabhängige Navigation weiterhin erforderlich. Bis etwa 1995 konnte man in der Nautik sagen, dass Langstreckennavigation immer dann erforderlich ist, wenn die terrestrische Navigation (im weiteren Sichtbereich einer Küste oder von Inseln) nicht mehr ausreicht und das Ziel genauer als etwa 50 km angesteuert werden muss.

#### Astronavigation
Die Astronavigation mittels Zeit- und Winkelmessungen zur Sonne und zu hellen Sternen ist die klassische Methode, die seit den Entdeckungsfahrten der Polynesier und anderer Seevölker zum Erfahrungsschatz aller Nautiker – und bis heute zur Ausbildung – gehört. Bis etwa 1970 war sie die Basis der Langstreckennavigation auf der gesamten Südhemisphäre, wurde aber auch in nördlichen Ländern für etwa 10–20 % aller Ortsbestimmungen herangezogen. Seit den 1970ern wurde sie auch im Süden zunehmend von Funk- und Satellitenverfahren verdrängt (siehe unten), ist aber bis heute für kleine Schiffe und für Notfälle (Stromausfall etc.) notwendig.

#### Funknavigation
In der Funknavigation wichtig sind
- das LORAN (LOng RAnge Navigation) zu erwähnen (neben dem älteren LORAN-A (Mittelwellen) insbesondere LORAN-C (ein auf Laufzeitmessung beruhendes Hyperbelverfahren mit Langwellen)). Es krankt zwar oft an mangelhafter Überdeckung in abgelegenen Regionen, wurde aber durch technische Modernisierung und Signalverarbeitung im letzten Jahrzehnt wieder bedeutsam. Im Federal Radionavigation Plan 1994 und in der EU war bereits überlegt worden, LORAN auslaufen zu lassen, doch wurde seine Bedeutung als Backup im Kurvenflug und bei Ausfällen von GPS oder Galileo rechtzeitig erkannt.
- Zwischen etwa 1975 und 1995 gab es ferner das weltumspannende OMEGA-System, das wegen der Benutzung von Längstwellen mit nur acht Sendeanlagen auskam, deren Betrieb aber trotz internationaler Kooperation zu teuer wurde bzw. sich durch das aufkommende GPS erübrigte.
- Weitere – mehr regionale – Verfahren wie das russische Alpha (ein LORAN-Äquivalent), das britische Decca, das nach dem Zweiten Weltkrieg aufgebaute NavaRho und andere.

#### Satellitennavigation
- Ab etwa 1960 das Transit-NNSS-System der US-Marine (5–6 polar umlaufende Navigationssatelliten), das 1963/1964 für sämtliche zivile Verwendungen freigegeben wurde und bis Ende der 1990er-Jahre zur Verfügung stand,
- und seit etwa 1990 das Global Positioning System (GPS) des US-Verteidigungsministeriums. Seine schon seit den Anfängen zivil nutzbare einfache Version (CA-Code) reicht für 99 % der Langstrecken-Ortungsaufgaben aus. Die Zahl der Satelliten (20.200 km hoch) stieg im Laufe der Zeit von 5–10 auf etwa 30 und bietet weltweit eine Überdeckung mit 5–8 simultan messbaren Satelliten (vier sind notwendig).
- Des Weiteren das noch von der Sowjetunion entwickelte GLONASS (russisch/englisch GLObal NAvigation Satellite System), das dem GPS ähnelt
- und ab 2012–2015 das europäische Galileo-System, das die GPS-Methodik wesentlich verbessert und noch breiter nutzbar macht.

#### Spezielle Verfahren
Nicht zuletzt sind für spezielle Aufgaben auf Langstrecken noch Sonderverfahren z. B. der Meteorologischen Navigation, der Magnetik, der Polarnavigation oder der Tiefenmessung (Echolot etc.) zu erwähnen. In der Antike und in den Anfängen der großen „Entdeckungszeit“ (14.–16. Jahrhundert) war auch die Methode der Mondparallaxen und Beobachtung natürlicher Phänomene wie Vogelflug, treibende Gräser, Totholz, Tang usw. von Bedeutung. Nützlich für die Wegfindung über den Atlantik oder Pazifik waren auch genähert bekannte Meeresströmungen oder Windsysteme (Passat!)

## Geschichte der Navigation

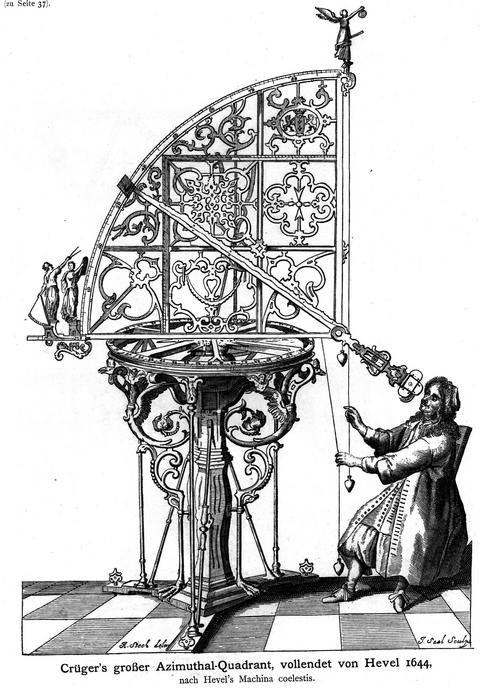
Quadrant des Hevelius, um 1644

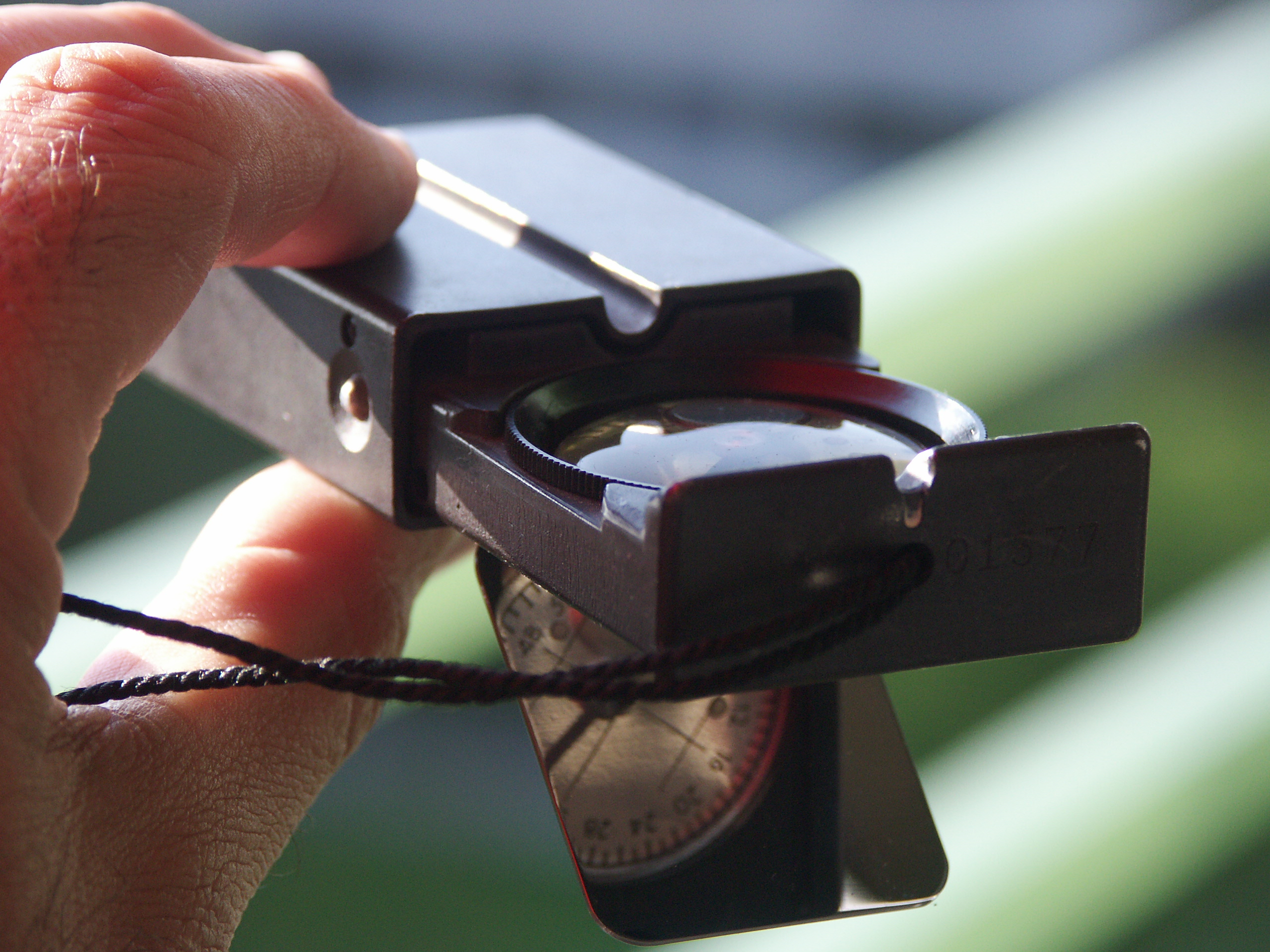
Kompass der Schweizer Armee mit Teilung in Artilleriepromille

Die Kunst der Navigation wurde vor etwa 6000 Jahren zuerst in Indien auf dem Sindh und wahrscheinlich zeitnah auch in Ägypten und dem heutigen Libanon entwickelt. Diese Verfahren der Koppel- und teilweise Astronavigation wurden ursprünglich für die Seefahrt eingesetzt, ab etwa dem 1. Jahrtausend v. Chr. aber auch für Expeditionen zu Lande. In diesem Zeitraum befuhren die Phönizier als erste das offene Meer (im östlichen Atlantik und bei der Umrundung von Südafrika). Über Lotungen berichten Herodot (500 v. Chr.) und die Bibel, z. B. in der Apostelgeschichte des Lukas (Apg 27,28–30 ).
Die einfache Koppelnavigation mit dem Absetzen des Kurses sowie der Schätzung von Abdrift und Geschwindigkeit wurde etwa zur Zeitenwende um erste Messmethoden erweitert. Wo der Kompass erfunden wurde, ist immer noch umstritten; erstmals soll er in China zur Zeit der Song-Dynastie im 11. Jahrhundert erwähnt worden sein, in Europa im 12. Jahrhundert. Die Küstenschifffahrt erfolgte aber weiterhin nach Sicht. Ab etwa dem 7. Jahrhundert ergänzten die Wikinger die Methodik durch Beobachtung von Vögeln (Flokis Raben), Wind und Strömungen und kamen um 980 bis 999 nach Grönland und Nordamerika. Der Gebrauch eines Sonnensteins als Hilfsmittel den Sonnenstand auch bei bewölktem Himmel festzustellen wird ebenfalls den Wikingern zugeschrieben.  Die Araber und andere arabisch schreibende Autoren tradierten und entwickelten die astronomische Kenntnisse und Messgeräte (u. a. das Astrolabium) des Altertums.
Im 11. Jahrhundert hatte Avicenna einen Vorläufer des Jakobsstabs und eine Methode der Längengradbestimmung entwickelt. Von al-Bīrūnī wurden in einer nicht ins Lateinische übersetzten Schrift verschiedene Navigationshilfsmittel erwähnt, auch „das Kahnförmige“, welches (ausgehend von der Vorstellung, dass Erde und Fixsterne immer am selben Ort rotieren) ähnlich wie das flache (planisphärische) Astrolab funktionierte.
Spätestens im 4. Jahrhundert v. Chr. hatte jede Region im Mittelmeer ihr Seehandbuch. Solche sind aber im Jahrtausend zwischen Römerreich und dem Compasso di Navigare (1296) nicht überliefert. Das älteste mittelniederdeutsche „Seebuch“ (um 1490) beruht auf Quellen aus dem 13. bis 14. Jahrhundert und beschreibt Meerestiefen, Häfen und Gezeiten, im jüngeren Teil auch Kurse zwischen verschiedenen Punkten. Etwa ab dem Ende des 13. Jahrhunderts tauchen die ersten Portolankarten auf, die das Mittelmeer und sämtliche Hafenstädte in verblüffender Genauigkeit wiedergeben. Gegen Ende des 15. Jahrhunderts wurde in Portugal die astronomische Navigation nach Sonne und Polarstern zur Praxisreife entwickelt. Als Messinstrumente dienten dabei das am Pendelring gehaltene Astrolab und der Jakobsstab (Gradstock).
Ab 1500 entstanden zahlreiche Weltkarten, es wurden Loggen und Quadrant eingesetzt und die Mercator-Projektion erfunden. Eine Lösung des Längenproblems gab es jedoch erst im 18. Jahrhundert durch die Methode zur Messung von Monddistanzen zu Sternen (siehe auch Mondparallaxe) sowie durch die Konstruktion genau gehender Uhren. Berühmt wurden die vier Chronometer (1735–1759) von John Harrison und der Streit um den 1731–1740 dreimal erfundenen Spiegelsextanten. Als der Bostoner Kapitän Thomas Sumner 1837 die Methode der astronomischen Höhenstandlinie gefunden hatte, fehlten von den heute bekannten Navigationsprinzipien nur noch die Funknavigation (ab 1899) und die Trägheitsnavigation (Johann Maria Boykow 1935, Siegfried Reisch 1941). Die Nutzung von künstlichen Erdsatelliten kann hingegen als Kombination von Astro- und Funknavigation betrachtet werden.
Heute werden Navigationssysteme (hauptsächlich automatisierte Verfahren zur Positionsbestimmung) in den Bereichen Seefahrt, Luftfahrt, Straßenverkehr und Landvermessung (Geodäsie) angewandt. Seit einigen Jahren entstehen auch kleine Geräte in Handyform für die Fußgängernavigation.

## Heutige Navigationsmethoden

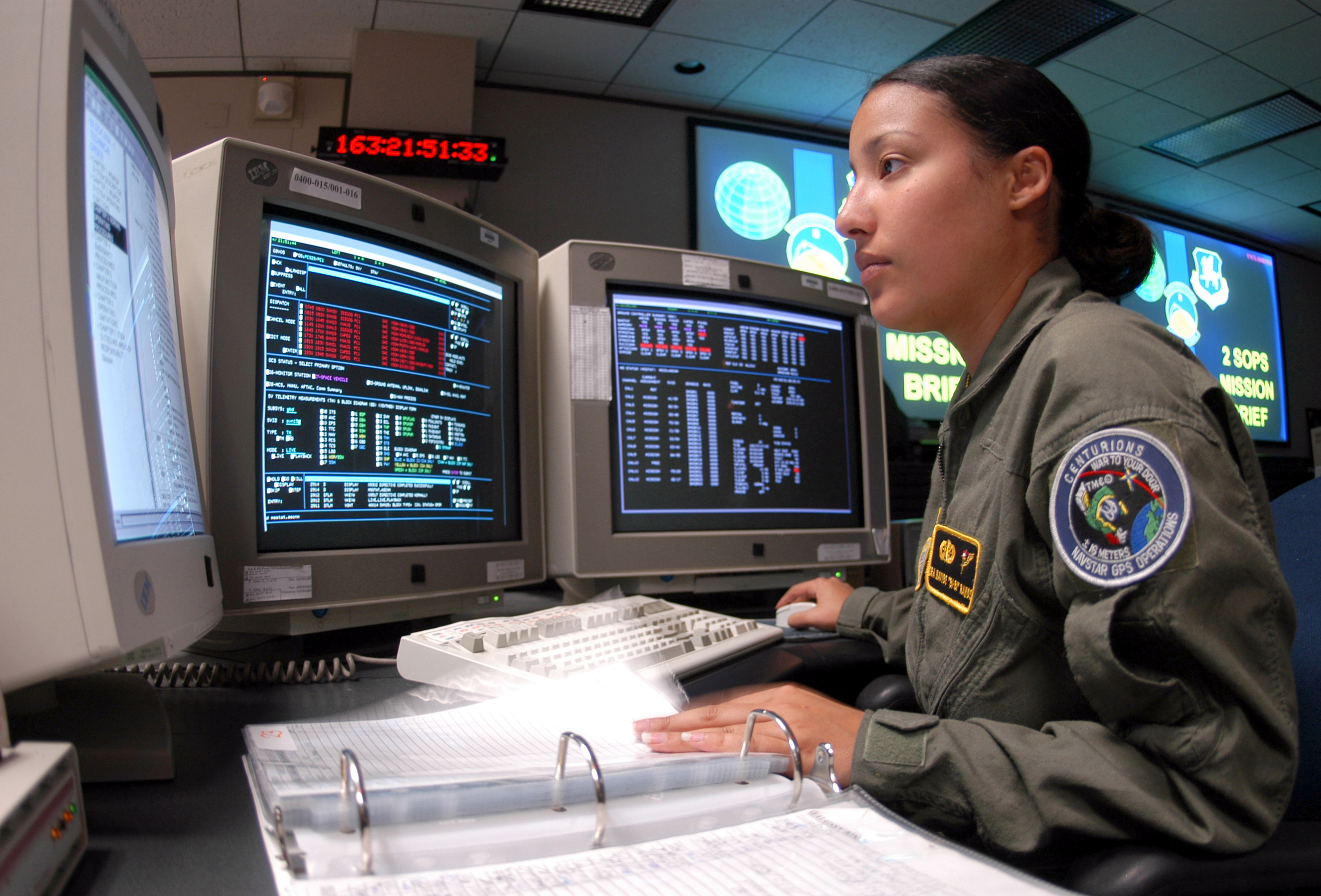
Eine US-Luftwaffensoldatin geht in einem Satellitenkontrollraum der Schriever Air Force Base in Colorado (USA) eine Checkliste zur Steuerung von GPS-Satelliten durch.

Zu den drei klassischen Verfahren (siehe oben) kamen im Lauf der Zeit weitere hinzu. Heute unterscheidet man im Allgemeinen sieben Methodengruppen und als achte ihre optimale Kombination:
- Die terrestrische Navigation beinhaltet die Positionsbestimmung in Küstennähe anhand von Landmarken (markanten Punkte an Land), Funkbaken und sonstigen Seezeichen.
- Die Sichtnavigation beruht auf dem Vergleich von Karte und Gelände (Küstenform, Kaps, küstennahe Orte).
- Die astronomische Navigation ortet die Position durch Richtungs- und Höhenmessung von Gestirnen (Sonne, Planeten oder Fixsterne).
- Als Koppelnavigation wird die laufende Ortsbestimmung aus Kurs und Geschwindigkeit bezeichnet. Die so bestimmte Position heißt Koppelort oder gegisster (vermuteter) Ort. Durch Berechnung oder direkte Beobachtung der Abdrift wird die seitliche Versetzung durch den Wind berücksichtigt; Doppler-Radar und Trägheitsnavigation steigern die Genauigkeit von einigen Prozent auf etwa 0,2 Prozent der zurückgelegten Strecke.
- Die Funknavigation benutzt Sendestationen, deren Funksignale geometrische Örter für die eigene Position ergeben (Gerade, Kreise und Hyperbeln).
- Die Trägheitsnavigation erlaubt autonome Navigation durch Verwendung von Beschleunigungsmessern und Kreiseln.
- Bei der Satellitennavigation (siehe auch GPS, GLONASS und Galileo) werden Signale von 4–6 gleichzeitig sichtbaren Satelliten genutzt, aus deren Laufzeiten zum Standort eines Empfängers dessen Position errechnet werden kann.
- Die integrierte Navigation oder Hybridnavigation vereinigt mehrere dieser Verfahren und gewichtet sie entsprechend ihrer Qualität. Die dadurch optimal errechnete Position erlaubt Aussagen über ihre Genauigkeit und Zuverlässigkeit („Integrität“).

## Sonderfälle der Navigation
Während es in der Nähe der magnetischen Pole nicht möglich ist, mit Hilfe eines Magnetkompasses zu navigieren, versagt der Kreiselkompass an den geografischen Polen wegen der fehlenden Präzession.
Bei der Marine wird auch der Begriff der sogenannten Taktischen Navigation benutzt, bei der es darum geht, eine bestimmte Position innerhalb eines Verbandes einzunehmen.
Raumfahrt: Auch bei der Navigation von Raumsonden sind spezielle Probleme zu lösen, vor allem das Fehlen des Schwerefeldes als Bezugssystem.
Navigation kommt auch immer häufiger im Operationssaal zum Einsatz. Beispiele hierfür sind navigationsunterstützte Knie- und Hüft-Endoprothesen, Wirbelsäulenoperationen und Eingriffe am Gehirn. Dabei wird zwischen bildgebender und bildfreier Navigation unterschieden.
Populär, aber nicht ungefährlich ist die Brötchentütennavigation.

## Autonome Navigation
Der Übergang von der Navigation als Hilfsmittel zur autonomen Navigation ist eine aktuelle Entwicklung. Dadurch sollen Sicherheit und Wirtschaftlichkeit erhöht werden.